# Jakob Meili
Jakob Meili (* 14. April 1872 in Dinhard; † 16. Januar 1960 in Pfyn, heimatberechtigt in  Dinhard und ab 1908 in Pfyn) war ein Aargauer Politiker.

## Leben
Jakob Meili wurde 1872 als Sohn des Landwirts und Strassenwärters Johann Kaspar geboren. Er heiratete 1900 Elise Nüesch, Tochter des Landwirts Johannes Nüesch. Die gemeinsame Tochter Frieda Rüdin-Meili war langjährige Präsidentin des Thurgauischen Landwirtschaftlichen Kantonalverbandes.
Ab 1896 besuchte er die Landwirtschaftliche Schule Strickhof in Zürich und war dann Werkführer der Arbeiterkolonie Herdern. Nach theoretischer Weiterbildung am Eidg. Polytechnikum Zürich ab 1900 Bewirtschaftung eines eigenen Hofs in Pfyn.
Auf seine Initiative wurde der thurgauische landwirtschaftliche Verein 1919 in den späteren Kantonalverband umgewandelt; 1919–37 thurgauer Bauernsekretär (Nebenamt), 1937–43 Verbands-, dann Ehrenpräsident. Er war Gründer der Bauernhilfskasse (Meilifonds), Redaktor des "Thurgauer Bauern" sowie des polit. Teils im Organ "Der ostschweiz. Landwirt".
Zehn Jahre im Vorstand des Schweizer Bauernverbands. Meili war Mitglied der FDP. Von 1920 bis 1942 war er Thurgauer Kantonsrat, von 1920 bis 1942 Nationalrat (BGB-Fraktion).

## Quelle
André Salathé: Jakob Meili. In: Historisches Lexikon der Schweiz.  22. Oktober 2008, abgerufen am 11. November 2024.